# カント・ハウス自然史博物館

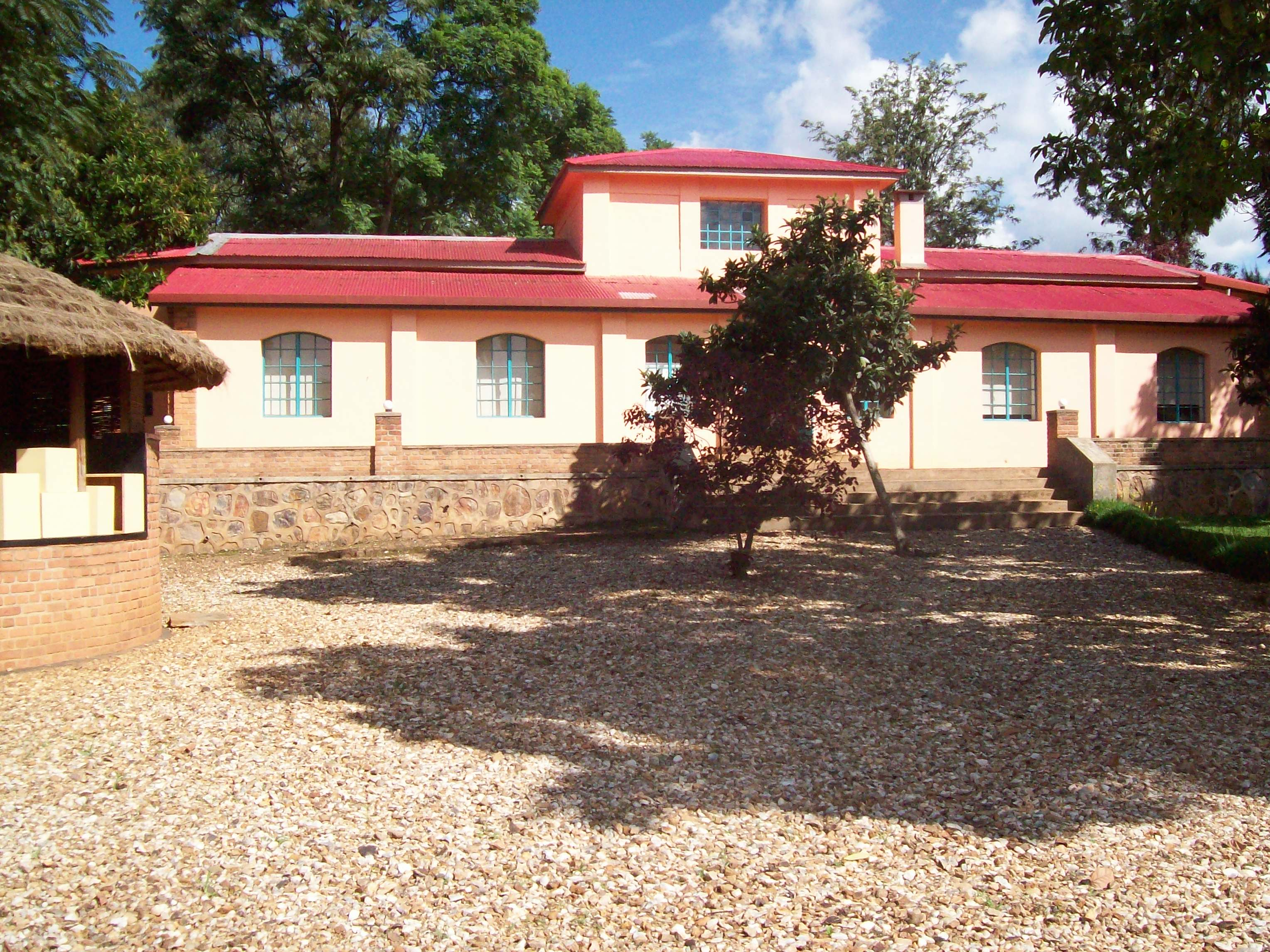
博物館裏手側

カント・ハウス自然史博物館（カント・ハウスしぜんしはくぶつかん、Kandt House Museum of Natural History）はルワンダ共和国の首都キガリにある博物館である。ルワンダ国立博物館研究所（Institute of National Museums of Rwanda）管轄下の施設となっている。

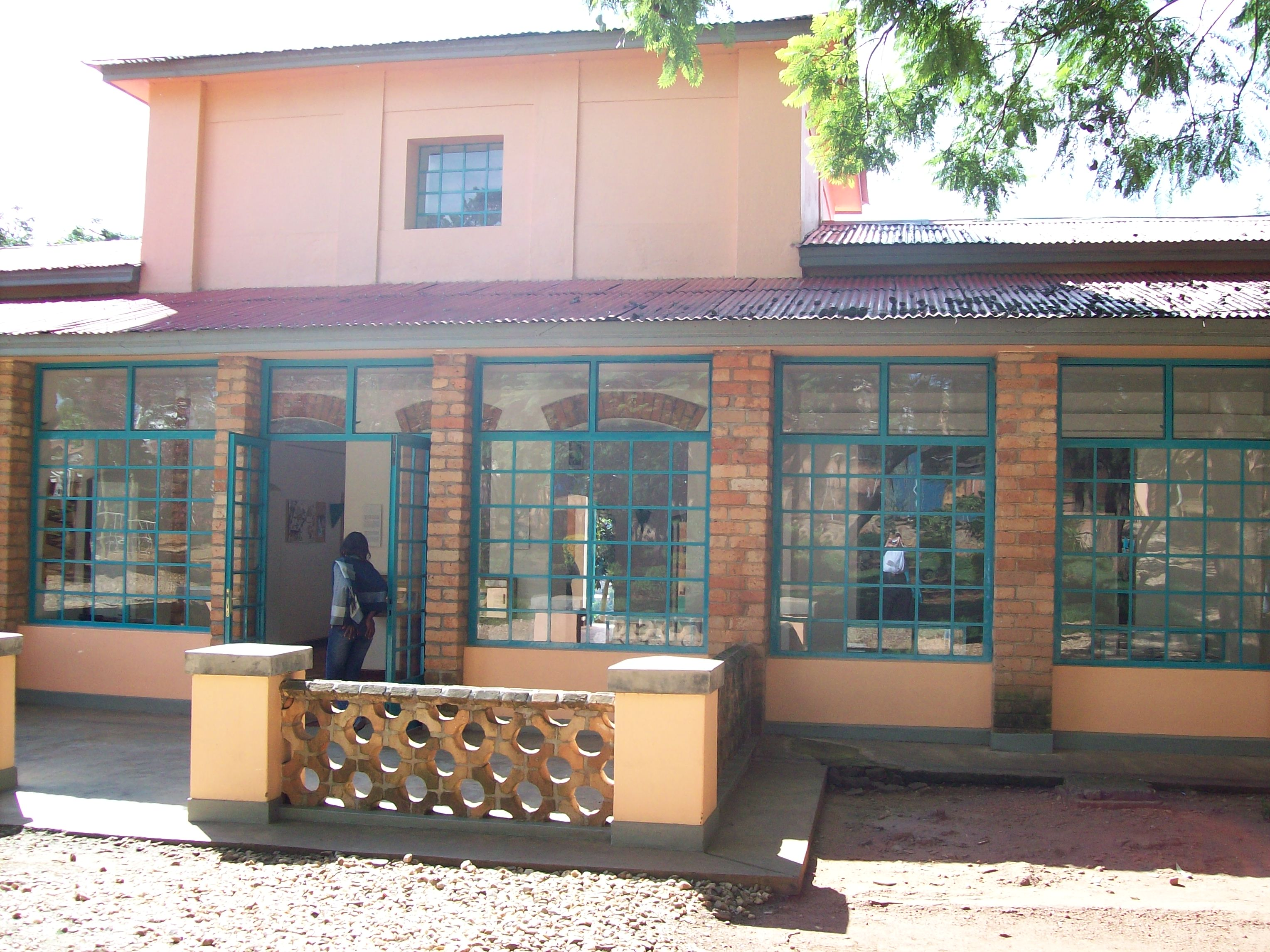
博物館正面

この博物館の建物は、ドイツ人で地理学者および民族学者のリヒャルト・カント（Richard Kandt）が、キガリのニャルゲンゲ・ヒル（Nyarugenge Hill）に建てたものを用いている。館内では、動植物などの進化や、生物と環境との間の相互依存といったテーマに関する説明や展示を行っている。